# Rhein-Mainische Stätte für Erziehung (Zitadelle Mainz)

„Mainz, Citadelle, Rhein-Mainische Stätte für Erziehung“

Die Rhein-Mainische Stätte für Erziehung auf der Mainzer Zitadelle war eine überregionale Fortbildungsstätte zur nationalsozialistischen Ideologisierung von Lehrern und Schülern in den Vorkriegsjahren von 1933 bis einschließlich 1936. Neben Schulungslehrgängen für Lehrer aus dem Deutschen Reich wurden rassenkundliche Ausstellungen durchgeführt. 1934/35 inszenierte die Rhein-Mainische Stätte für Erziehung auf der Zitadelle unter dem Titel „Rasse-Volk-Familie“ eine große Ausstellung, an der sich 29 namhafte Schulbuchverlage aus ganz Deutschland beteiligten (u. a. Beltz, Diesterweg und Schroedel).

## Errichtung
Neben den vom Zentralinstitut für Erziehung und Unterricht 1934 in 18 Landkreisen errichteten sog. Führungslagern für Pädagogen bestanden damals auf überregionaler Ebene zentrale ideologische Schulungseinrichtungen wie die Thüringer Staatsschule für Führertum und Politik in Egendorf und die Rhein-Mainsche Stätte für Erziehung in Mainz. Hervorgegangen ist letztere aus dem weltkulturell offenen Institut für Völkerpädagogik, das 1931 durch eine Initiative von Schulrat Franz Joseph Niemann auf der Zitadelle eingerichtet worden war. Das Institut präsentierte pädagogische Konzepte und moderne Schulmodelle aus verschiedenen Ländern in Ausstellungen; ihm war eine Tagungsstätte für Lehrer aus dem In- und Ausland angegliedert. Im Zuge der Gleichschaltung wurde das Institut 1933 in die Rhein-Mainische Stätte für Erziehung umgewandelt. Zum 1. Januar 1934 wurde Oberstudiendirektor Dr. Ernst Ratz (ab 1939 Direktor des Rabanus-Maurus-Gymnasiums) zu ihrem Leiter ernannt. Einrichtungsträger waren der Volksstaat Hessen und die Stadt Mainz.

## Schulungslager
Die Aufgabe der Rhein-Mainischen Stätte für Erziehung lag darin „Lehrer aller Schularten im 14-täglichem Wechsel im Sinne der nationalsozialistischen Weltanschauung zu schulen“. Solche Lehrerlager sind für den Zeitraum von 1934 bis 1936 archivarisch belegt. Darüber hinaus wurden auf der Mainzer Zitadelle auch von anderen Institutionen getragene Ideologisierungsseminare durchgeführt, etwa die vom Zentralinstitut organisierte „Schulungswoche für Rassenkunde und Erblehre“ vom 25. November bis 1. Dezember 1934.

## Ausstellung „Rasse-Volk-Familie“
1934 baute die Rhein-Mainische Stätte für Erziehung unter dem Titel „Rasse-Volk-Familie“ auf der Mainzer Zitadelle eine landesweit bedeutsame Ausstellung zur nationalsozialistischen Ideologisierung von Schülerinnen und Schülern im Sinne der Rassenhygiene auf. Die für sämtliche Schulformen konzipierte Schau bot Abteilungen zur Vererbungslehre, Rassenkunde, deutschen Sprache und Schrift (als Ausdruck der „Rassenseele“) sowie zur Familienkunde im Sinne einer Erbgesundheitspflege. Neben aktiven Mitgliedern des Nationalsozialistischen Lehrerbundes (NSLB), Amtspersonen, wie Stadtarzt Dr. Walter Vetzberger (Gesundheitsamt Mainz, Ortsgruppenleiter der Gesellschaft für Rassenhygiene), und naturkundlichen Einrichtungen, wie das Kaiser-Wilhelm-Institut für Anthropologie, beteiligten sich auch 29 Schulbuchverlage aus ganz Deutschland an der Schau mit Erläuterungstafeln, die im Unterricht eingesetzt werden konnten, um eine größtmögliche Nachwirkung zu erzielen. Die Ausstellung sollte „dazu dienen, der rassistischen Erkenntnis und der weltanschaulichen Durchdringung des Nationalsozialismus einen Weg in die Herzen Deutscher Erzieher und Schüler zu bahnen.“